# Tessa Johanna Brockmann
Tessa Johanna Brockmann (* 21. November 2005) ist eine deutsche Tennisspielerin.

## Karriere
Brockmann spielt bislang vor allem nationale Ranglistenturniere und Turniere auf der ITF Women’s World Tennis Tour.
2021 erreichte sie als 15-Jährige das Finale im Dameneinzel des Junioren-ITF-Turniers in Bromma, das sie gegen Darja Jessyptschuk verlor.
2022 gewann sie im Juli den Titel beim Sparda Bank-Cup un im August den Titel der NRW Junior Open. Im Oktober erhielt sie beim mit 60.000 US-Dollar dotierten Challenger Hamburg zusammen mit ihrer Partnerin Carolina Kuhl eine Wildcard für das Hauptfeld im Damendoppel, wo die beiden aber bereits in der ersten Runde der Paarung Nastasja Schunk und Ella Seidel mit 6:70 und 3:6 unterlagen.
2023 erhielt sie im Oktober abermals eine Wildcard für das Doppel, aber auch für das Einzel bei den Challenger Hamburg – Hamburg Ladies & Gents Cup. Im Einzel verlor sie in der ersten Runde mit 1:6 und 6:73gegen Julija Awdejewa, im Doppel unterlag sie mit Partnerin Eliessa Vanlangendonck dem Doppel Ella Seidel und Julia Stusek mit 3:6 und 2:6. Im Dezember qualifizierte sie sich für die Nationalen Deutschen Hallen-Tennismeisterschaften in Biberach, wo sie mit einem 6:2 und 6:2 Sieg in der ersten Runde gegen Franziska Sziedat das Achtelfinale erreichte, dort aber mit 3:6 und 3:6 Nastasja Schunk unterlag.
2024 erreichte sie zu Beginn des Jahres in Monastir das erste Finale eines ITF-Turniers, das sie gegen Amélie Šmejkalová mit 2:6 und 3:6 verlor. Anfang April erreichte sie mit Partnerin Ema Kovacevic ebenfalls in Monastir auch im Doppel ihr erstes ITF-Finale, das die beiden mit 5:7 und 3:6 gegen Jang Ga-eul und Marija Tkatschowa verloren. Anfang Juli qualifizierte sie sich für das Hauptfeld im Dameneinzel des Internationalen Württembergischen Damen-Tennis-Meisterschaften um den Stuttgarter Stadtpokal, wo sie in der ersten Runde gegen Victoria Rodríguez mit 3:6 und 4:6 verlor. Im Doppel scheiterte sie zusammen mit Partnerin Anna Klasen ebenfalls bereits in der ersten Runde an der topgesetzten Paarung Marija Kosyrewa und Sapfo Sakellaridi mit 3:6 und 2:6. Die Woche darauf erhielt sie wieder eine Wildcard für das Einzel, die sie aber nicht nutzen konnte und mit 3:6 und 3:6 gegen Carlota Martínez Círez verlor. Im Doppel scheiterte sie mit Partnerin Julia Middendorf ebenfalls in der ersten Runde mit 4:6 und 2:6 an Stefania Bojica und Zeel Desai. Die Woche darauf startete sie mit einer Wildcard für das Hauptfeld bei den Tennis International Darmstadt, wo sie mit einem 7:61 und 6:2 Sieg über Alina Tscharajewa in der ersten Runde ins Achtelfinale einziehen konnte, dort aber gegen Anouk Koevermans mit 4:6, 7:61 und 2:6 verlor. Anfang August erhielt sie eine Wildcard für das Hauptfeld im Dameneinzel der ECE Ladies Hamburg Open, ihrem ersten Turnier der WTA Challenger Series. Gegen die Qualifikantin Dejana Radanović verlor sie aber bereits in der ersten Runde mit 3:6 und 0:6. Im Oktober konnte sie ihre Wildcard beim Hamburg Ladies Cup nicht nutzen und verlor in der ersten Runde gegen Anna-Lena Friedsam mit 3:6 und 2:6. Ende November erreichte sie zweimal das Viertelfinale eines W35 in Lousada, so dass sie das Jahr mit den besten bis dahin erreichten Weltranglistenpositionen 931 im Doppel und 618 im Einzel abschließen konnte.

## Turniersiege

### Einzel
| Nr. | Datum           | Turnier | Kategorie | Belag | Finalgegnerin     | Ergebnis        |
| --- | --------------- | ------- | --------- | ----- | ----------------- | --------------- |
| 1.  | 11. Mai 2025    | Kalmar  | ITF W15   | Sand  | Elena Malõgina    | 2:6, 7:68, 7:64 |
| 2.  | 1. Juni 2025    | Merzig  | ITF W15   | Sand  | Valentina Steiner | 6:4, 6:0        |
| 3.  | 17. August 2025 | Erwitte | ITF W35   | Sand  | Alice Tubello     | 6:3, 6:3        |

### Doppel
| Nr. | Datum         | Turnier | Kategorie | Belag | Partnerin  | Finalgegnerinnen              | Ergebnis         |
| --- | ------------- | ------- | --------- | ----- | ---------- | ----------------------------- | ---------------- |
| 1.  | 26. Juli 2025 | Horb    | ITF W35   | Sand  | Josy Daems | Jazmín Ortenzi Rebeca Pereira | 5:7, 6:2, [10:2] |